# Illa de Hendrik
L'illa de Hendrik és una illa deshabitada que es troba a l'extrem septentrional de Groenlàndia, dins el Parc Nacional del Nord-est de Groenlàndia. És banyada pel mar de Lincoln. L'illa rep el nom de l'explorador àrtic inuit Hendrik Olsen, que va participar en la segona expedició Thule de Knud Rasmussen entre 1916 i 1917.
Amb 583 km², fa 46 quilòmetres de llargada per 8 d'amplada. Està situada molt a prop de la costa, a l'est de la Terra de Nyeboe, entre el fiord Saint George, a l'oest, i el fiord de Sherard Osborn, a l'est. El seu extrem sud es troba davant la desembocadura del Hartz Sound, a la Terra de Warming. Tret d'algunes glaceres, no està coberta per gels perpetus. És molt muntanyosa, amb cims que s'alcen fins als 1.152 msnm.